# Pharyngochromis acuticeps
Pharyngochromis acuticeps és una espècie de peix de la família dels cíclids i de l'ordre dels perciformes.

## Morfologia
- Els mascles poden assolir 12 cm de longitud total.[1][2]

## Depredadors
A Zimbàbue és depredat per Hydrocynus vittatus.

## Hàbitat
És una espècie de clima tropical.

## Distribució geogràfica
Es troba a Àfrica: riu Zambesi.